# 石城山
石城山（いわきさん）は、山口県光市と熊毛郡田布施町にまたがる標高362メートルの山。山口県立自然公園に指定されており、石城山県立自然公園の中心となる山である。別名は西ノ富士。中国百名山のうちの1つ。

## 概要
山頂付近にはキャンプ場、石城神社、第二奇兵隊士首置松跡、日本神社などがある。
8合目付近には、7世紀頃に造られた古代山城（神籠石系山城）跡である石城山神籠石があり、花崗岩の切石が約2600メートルにわたりベルト状に取り巻いており、国の史跡に指定されている。
石城山にはピークが5つあり、最高峰の高日ヶ岳のほか、鶴ヶ峰、築山、星ヶ峯、大峰がある。

## 歴史
中世以前は石城山周辺は海であったと言い伝えられている。現在の柳井市柳井湾から田布施町城南地区を経由して平生町の平生湾に至る室津半島の付け根付近の平野部は、かつて古柳井水道と呼ばれる水道（海峡）であり、熊毛半島は島であったと推定されている。古柳井水道は中国大陸や朝鮮半島・九州から畿内に至る航路として使われる要衝だった。
古墳時代にあたる3世紀末から7世紀頃にかけて、石城山を含めた古柳井水道推定地周囲には、国森古墳や白鳥古墳など、有力な地域首長の存在を示す古墳が複数築造されたが、現在この首長勢力は「熊毛王国」と表現されることがある。
この首長勢力は当地の海運を掌握して利を得ていたと考えられ、一説には大和王権に脅威を与えるほど栄えたとの見解もある。
熊毛半島東岸の黒島浜遺跡からは翼状剥片が出土しており、後期旧石器時代にまでこの地に人が暮らしていたと思われている。石城山南麓の田布施町城南地区から柳井市にかけて、県内でも多くの遺跡が集中している。

## 名称の由来
山全体が古代山城跡で、石の城の山であることなど諸説ある。

## 主な観光名所

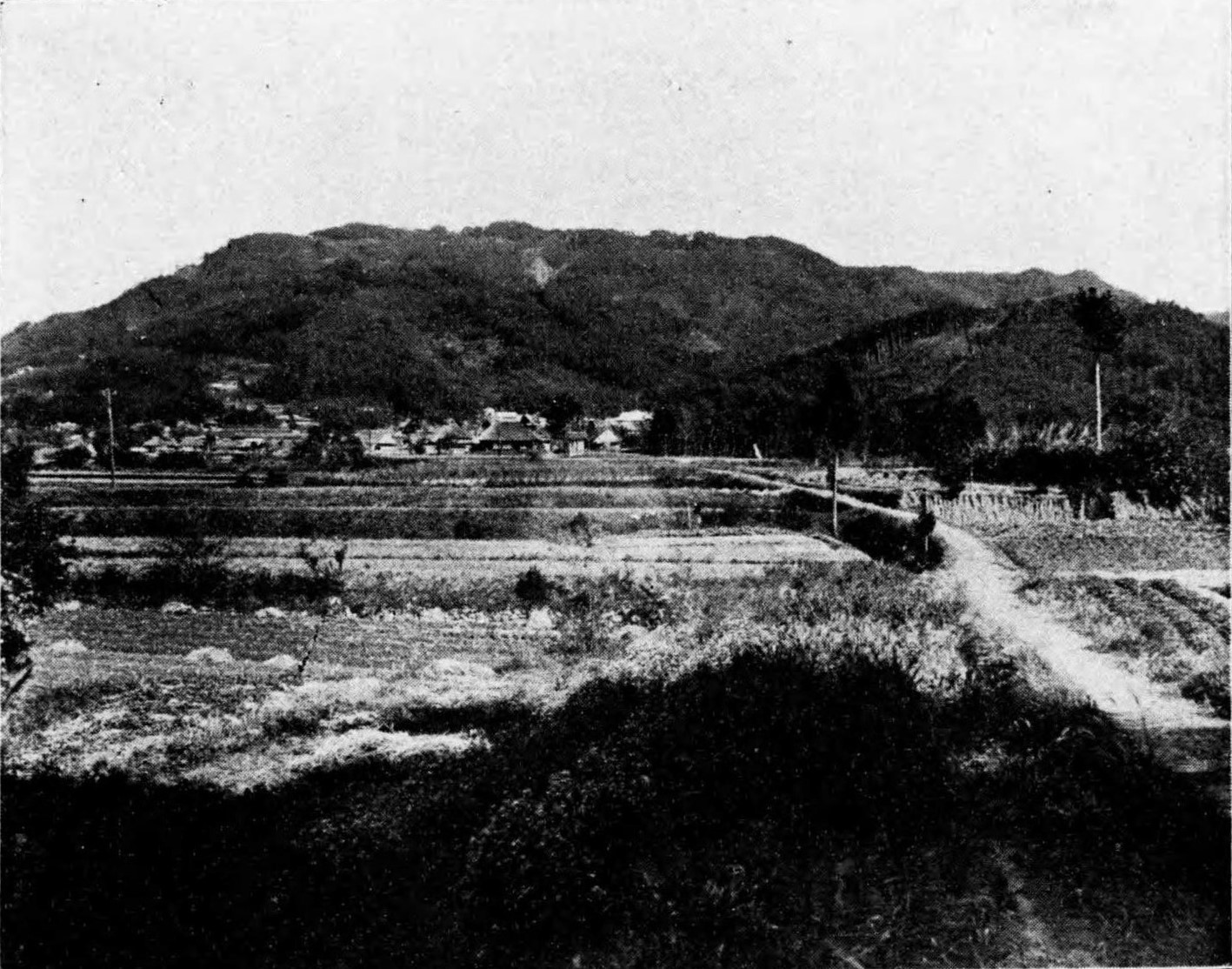
石城山（昭和二年十一月二十二日）

石城山神籠石関連
- 神籠石

神籠石とは、巨石を一列の帯状に並べて、花崗岩の切石で7世紀頃に造られたもので、山の中腹から8合目あたりを、約2600メートルにわたり鉢巻状に取り囲んでいる。国の史跡に指定されている。
- 東水門（山姥の穴）・北水門（山姥の穴）

神籠石に設けられた穴。これらの穴にまつわる「山姥伝説」という貸椀伝説がある。「石城山には山姥が住みついていて、里の人が祭りに使う膳椀などを貸していたが、後に借りた者が一部の器を紛失してからは貸さぬようになった」 という椀貸伝説である。
- 西水門
- 南水門

石城神社境内および摂社
- 随身門 - 現在は石城神社の門となっているが、もとはこの地にあった神護寺の仁王門であった。
- 石城神社（本殿は国の重要文化財）

創建年代は不明。しかし、「石城神社縁記」によると、飛鳥時代、敏達天皇3年（574年）に吉備屯倉（みやけ）の津史（つのふひと）が当地に来て、「石城宮」の勅額を石原男登世彦に授けたのが本宮の起源とされている。これが敏達天皇の勅額と伝えられるものである。奈良時代、称徳天皇の御代に、社務を管掌するための社坊が設けられた。これが神護寺である。天皇の勅額と伝えられる「石城宮」が保存されている。延喜式神名帳（910年）にも記載されている由緒ある神社。「延喜式」に収められた神社は「式内社」と呼ばれ、朝廷から奉幣が行われる例とされ、格の高い古社とみなされている。現在の本殿は春日造で室町時代に大内政広の手によって再建されたものである。
- 第二奇兵隊士首置松跡

奇兵隊は幕末に結成された一種の義勇兵で、石城山には第二奇兵隊約300名が駐屯していた。山頂には本陣跡や兵舎跡、火薬庫、練兵場跡などが残されている。
- 須賀社
- 荒神社
- 宇和奈利社
- 若宮社
- 高日神社（妙見社）

宗教団体・神道天行居の神社
- 日本神社

君が代の歌詞に登場するさざれ石が置かれてある。
- 磐山神社
- 五十猛神社
- 物部神社
- 葦原神社
- 石城島神社
- 天龍神社

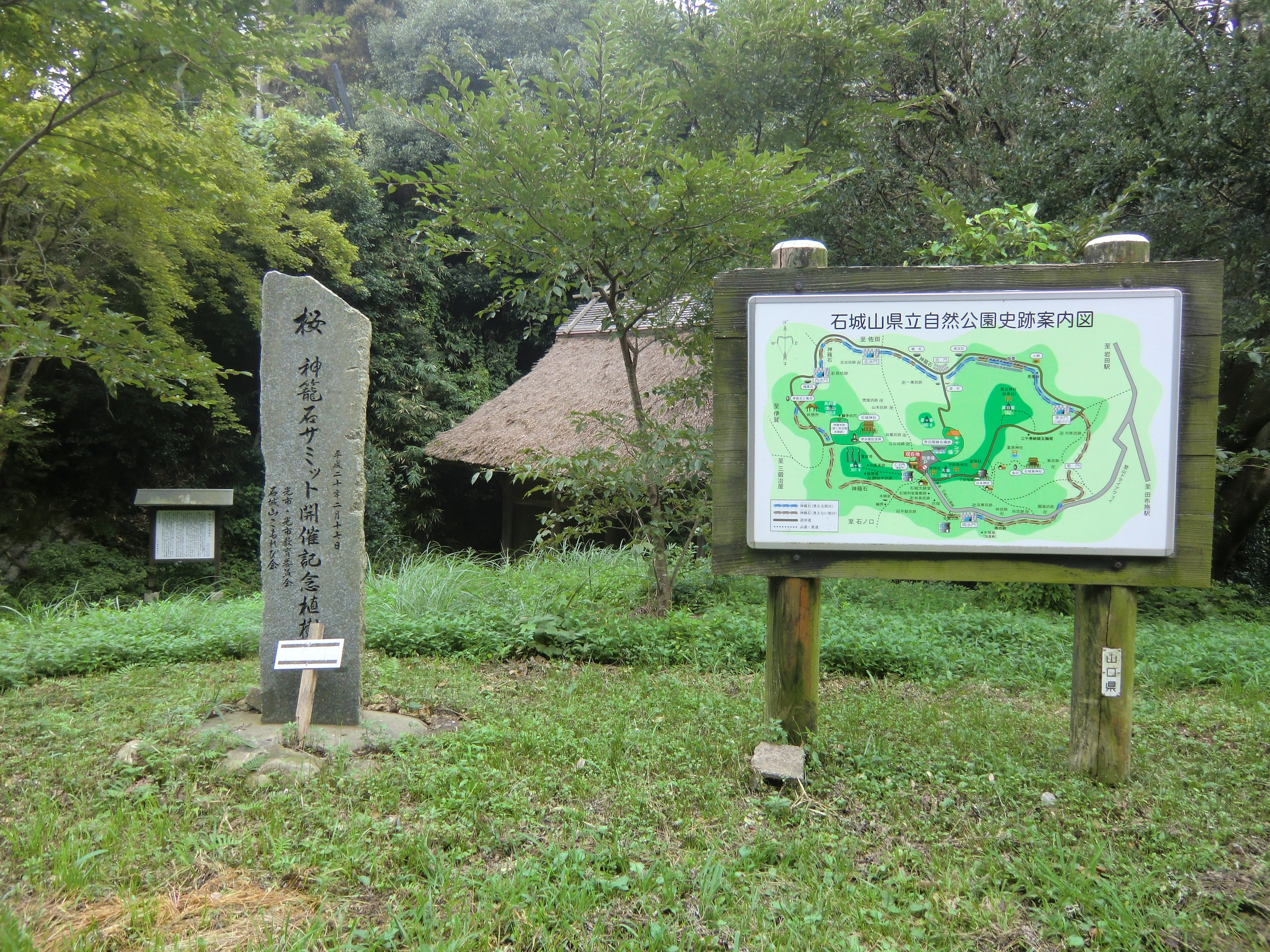
石城山山頂の公園駐車場付近
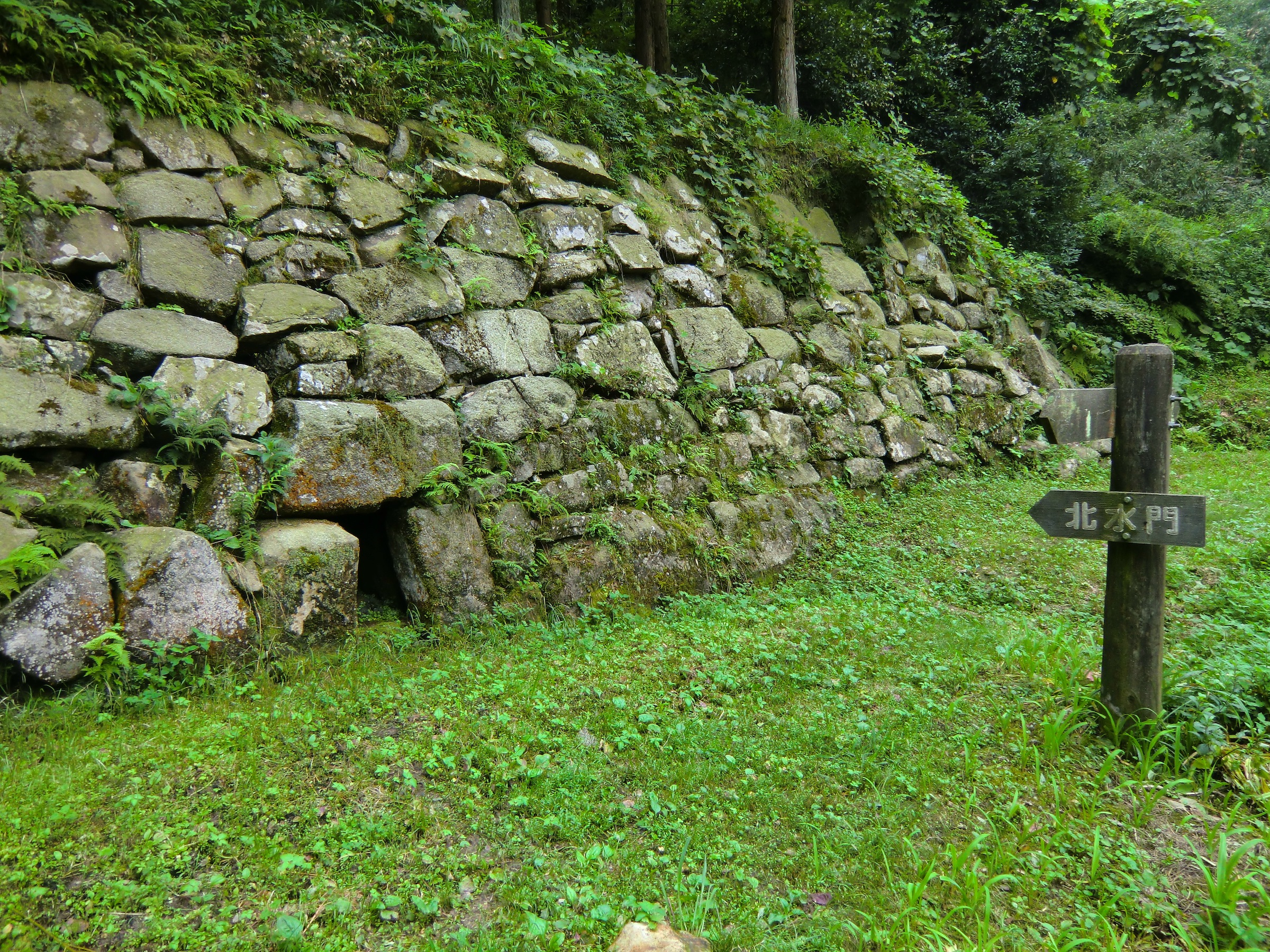
神籠石の北水門跡
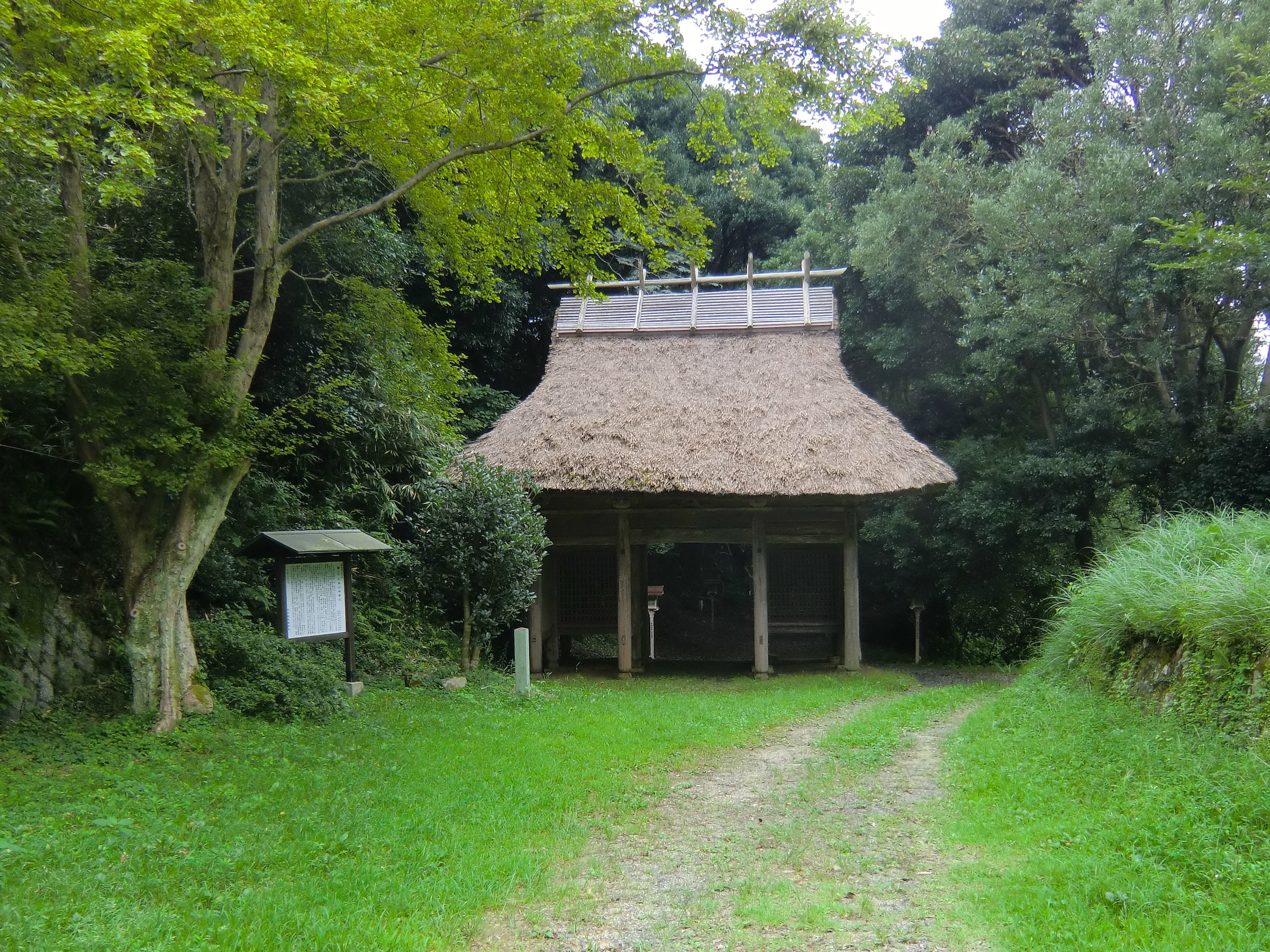
随身門
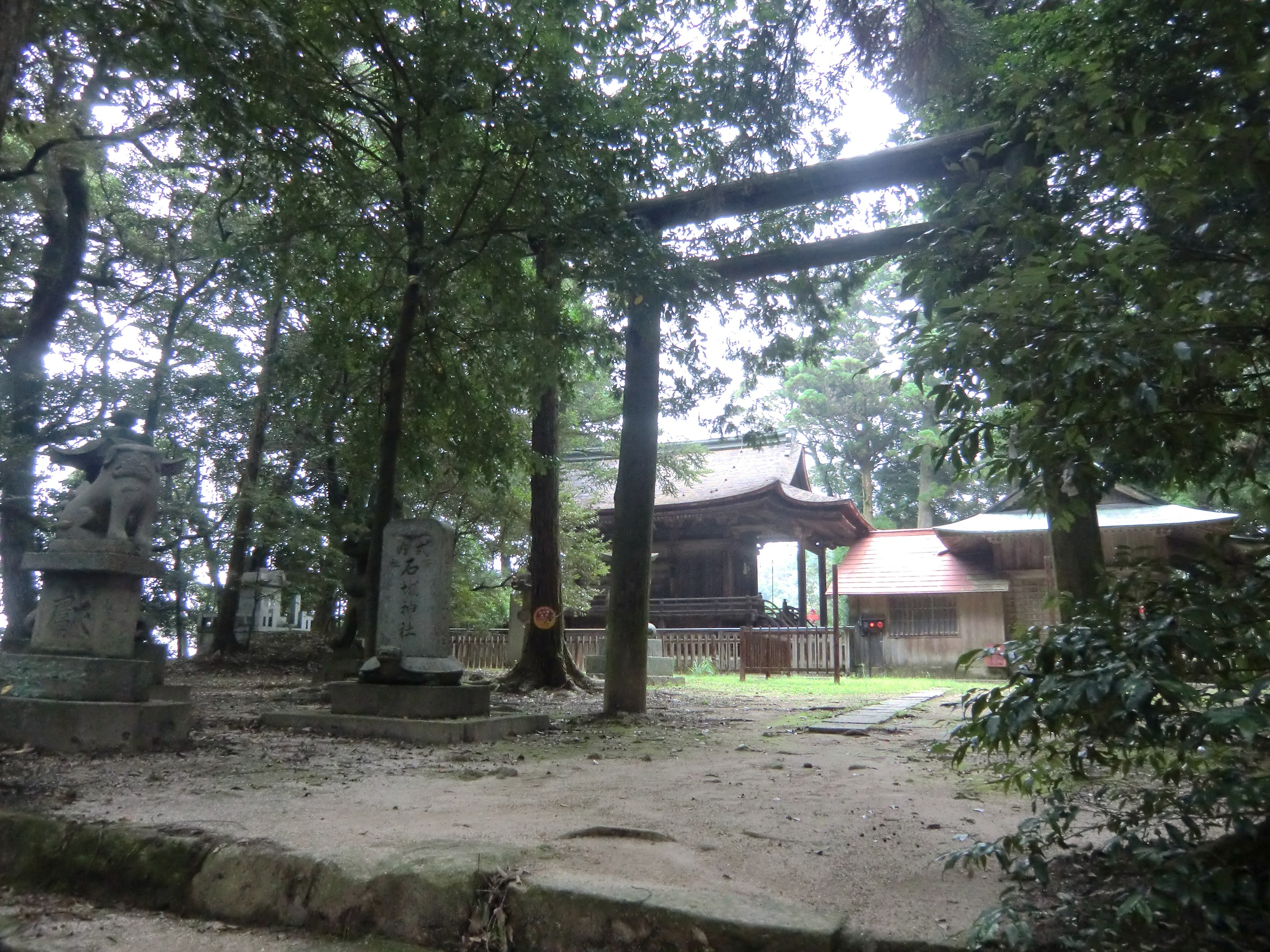
石城神社
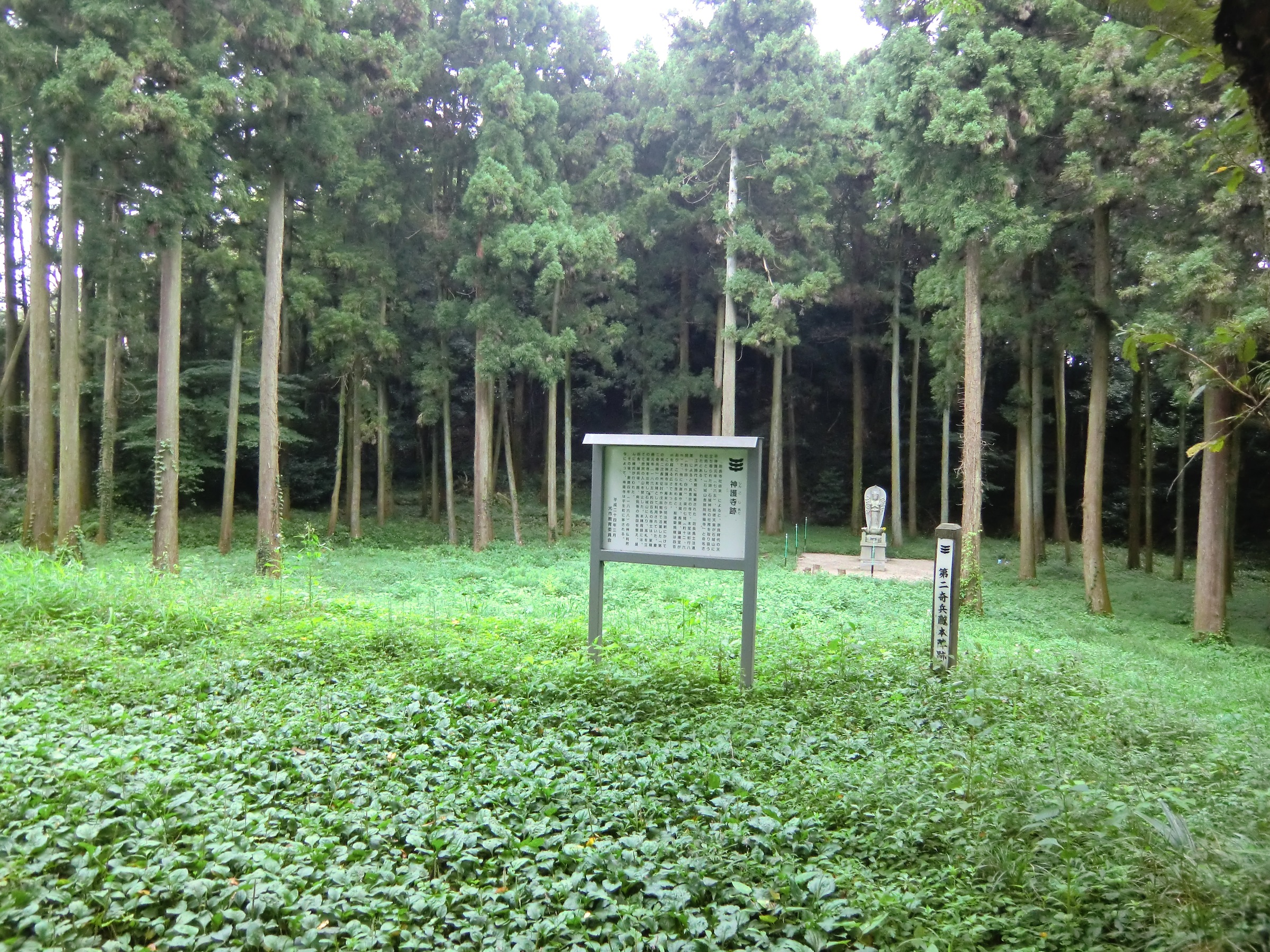
神護寺跡（第二奇兵隊本陣跡）
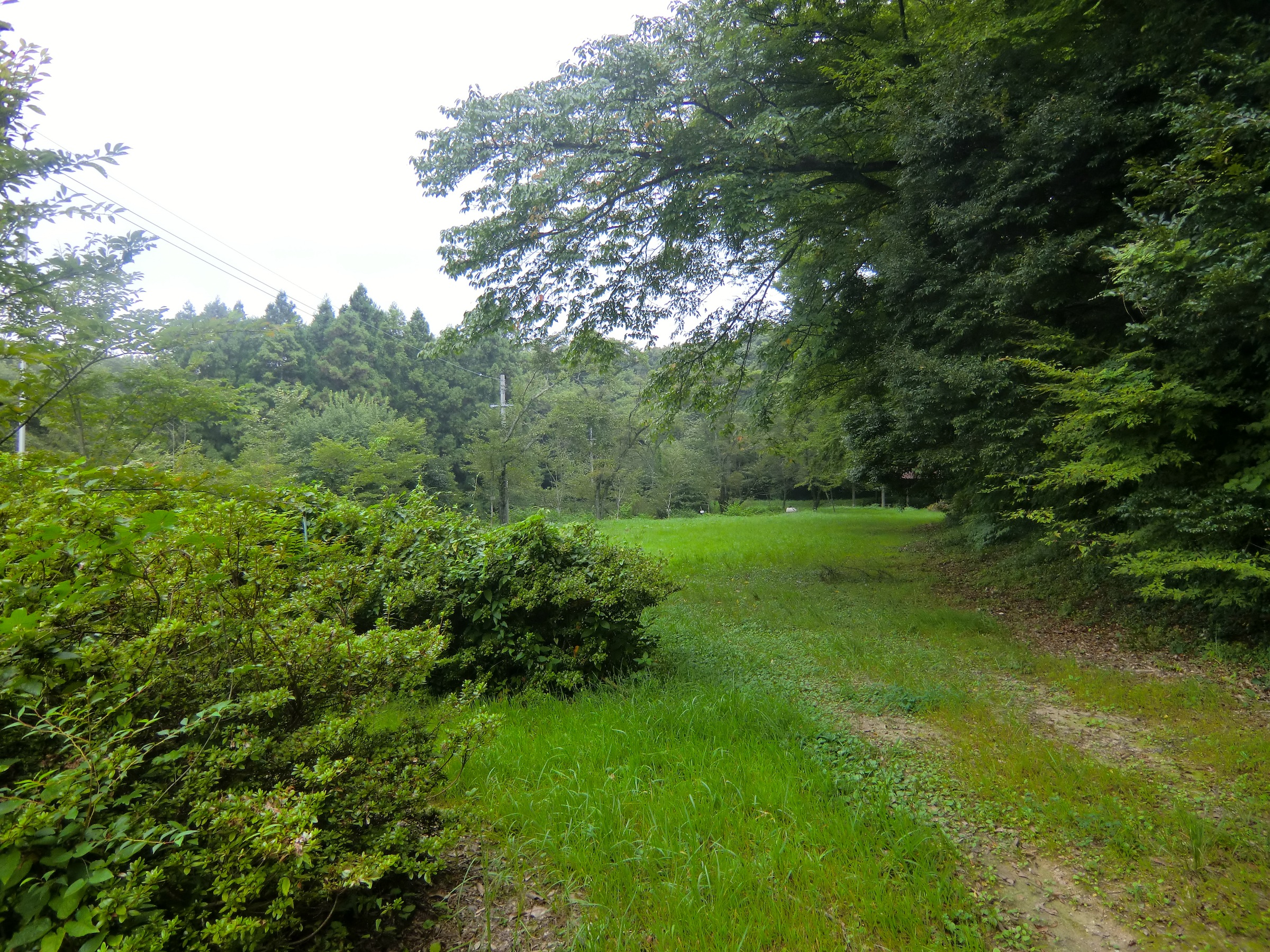
キャンプ場（第二奇兵隊練兵所跡）
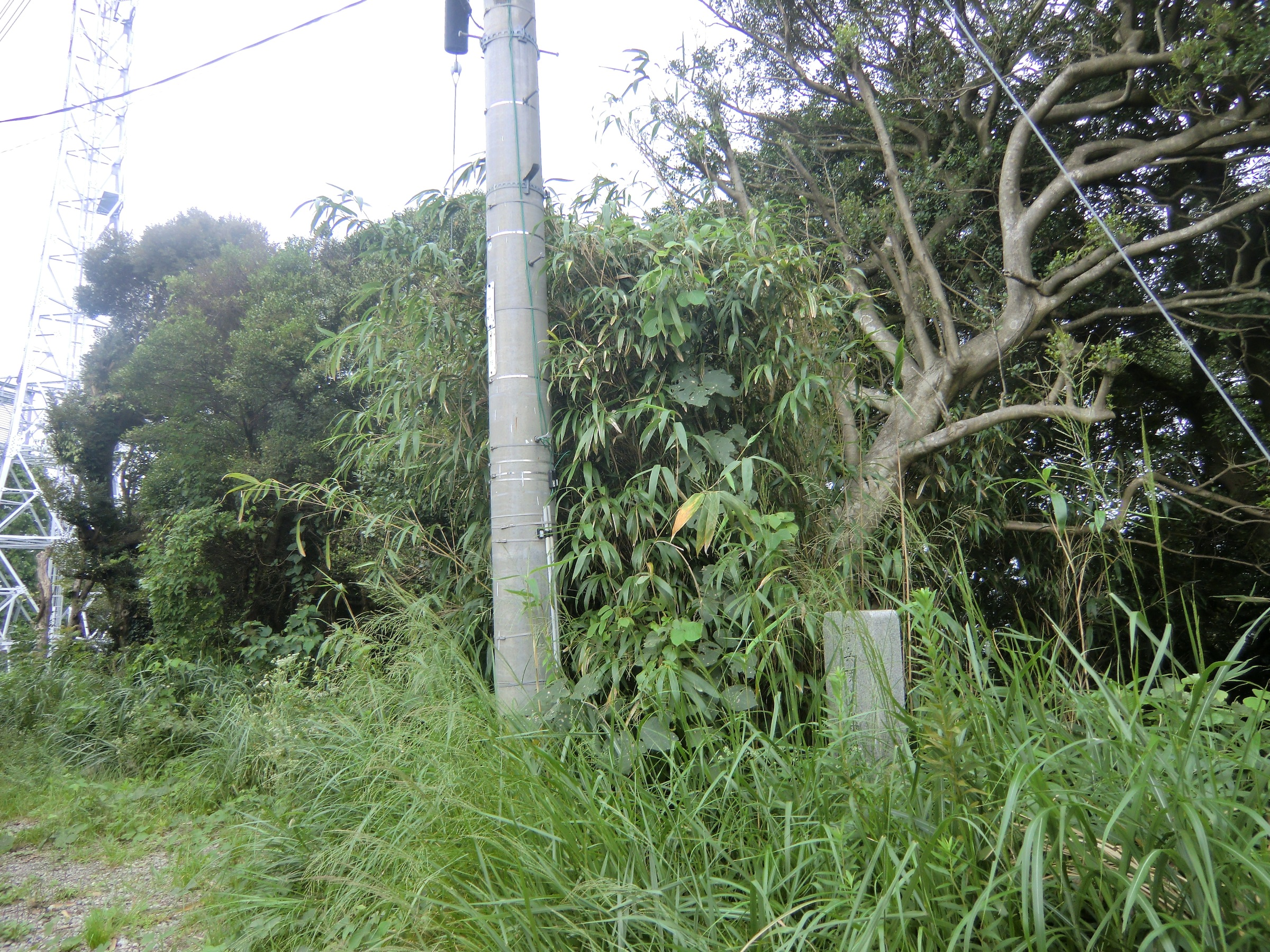
第二奇兵隊火薬庫跡

## 柳井テレビ・FM中継放送所

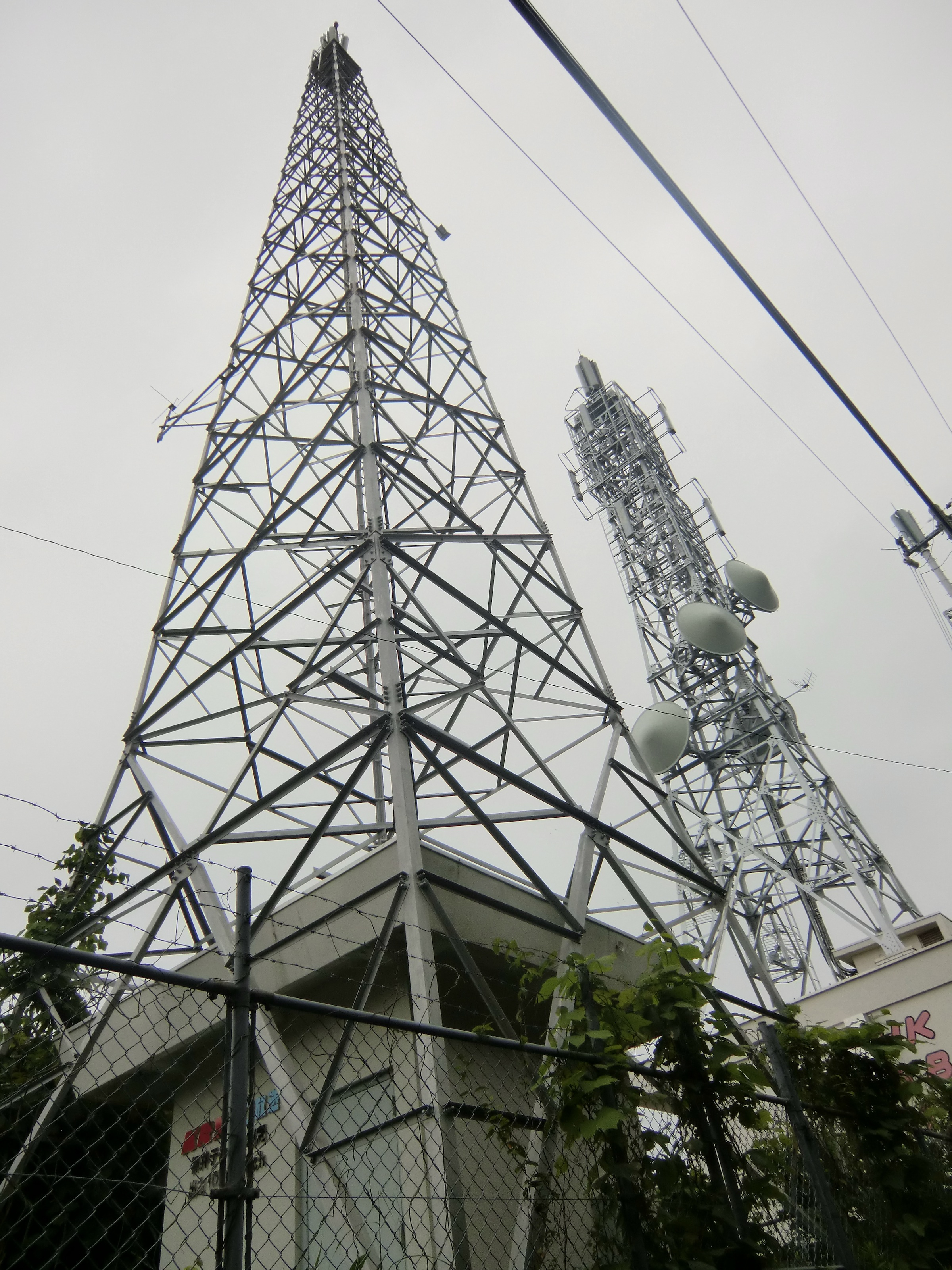
石城山上の電波塔

- 所在地：山口県光市塩田字石城457

### FM補完中継局
| 周波数 （MHz） | 放送局名     | 空中線電力 | ERP  | 放送対象地域 | 放送区域 内世帯数 | 開局日          |
| -------------- | ------------ | ---------- | ---- | ------------ | ----------------- | --------------- |
| 92.3           | KRY 山口放送 | 100W       | 250W | 山口県       | -                 | 2016年 10月12日 |

山口放送は2016年6月29日に総務省中国総合通信局から外国波混信対策として予備免許が交付され、2016年10月12日に本免許が交付、2016年10月12日に開局した。

### 地上デジタルテレビ放送
柳井中継局は、愛媛のテレビの視聴を防ぐため、物理チャンネルを被せている
| リモコンキーID | 放送局名        | 物理 チャンネル | 空中線 電力 | ERP | 放送 対象地域 | 放送区域内 世帯数 | Gガイド 局名表記 （xはマルチ 放送の番号） | ワンセグ 局名表記 | 偏波面   |
| -------------- | --------------- | --------------- | ----------- | --- | ------------- | ----------------- | ----------------------------------------- | ----------------- | -------- |
| 1              | NHK山口総合     | 30ch            | 10W         | 26W | 山口県        | 約3万1千世帯      | NHK総合x・山口                            | NHK携帯G・山口    | 水平偏波 |
| 2              | NHK山口教育     | 32ch            | 10W         | 27W | 全国          | 約3万1千世帯      | NHKEテレx山口                             | NHK携帯2          | 水平偏波 |
| 3              | tysテレビ山口   | 21ch            | 10W         | 35W | 山口県        | 約3万1千世帯      | tysテレビ山口x                            | tysテレビ山口携帯 | 水平偏波 |
| 4              | KRY山口放送     | 27ch            | 10W         | 27W | 山口県        | 約3万1千世帯      | 山口放送x                                 | 山口放送携帯      | 水平偏波 |
| 5              | yab山口朝日放送 | 17ch            | 10W         | 28W | 山口県        | 約3万1千世帯      | yab山口朝日x                              | yab山口朝日携帯   | 水平偏波 |

### 地上アナログテレビ放送
全局2011年7月24日廃局
| 放送局名 | チャンネル | 空中線電力 | ERP  | 放送対象地域 | 放送区域内世帯数 | 偏波面   | 開局年月日    |
| --- | ---------- | ---------- | ---- | ------------ | ---------------- | -------- | ------------- |
| NHK山口総合 | 57ch       | 100W       | 不明 | 山口県       | 不明             | 水平偏波 | 1964年3月22日 |
| NHK山口教育 | 54ch       | 100W       | 不明 | 全国         | 不明             | 水平偏波 | 1964年3月22日 |
| KRY山口放送 | 60ch       | 100W       | 不明 | 山口県       | 不明             | 水平偏波 | 1965年12月1日 |
| tysテレビ山口 | 39ch       | 100W       | 不明 | 山口県       | 不明             | 水平偏波 | 1970年8月29日 |
| yab山口朝日放送 | 33ch       | 100W       | 不明 | 山口県       | 不明             | 水平偏波 | 1993年9月26日 |
| ※yab山口朝日放送は国が実施する「アナログ周波数変更対策」の実施に伴い、2005年（平成17年）8月28日までに放送チャンネルが19chから33chに移行された。 |            |            |      |              |                  |          |               |

## アクセス

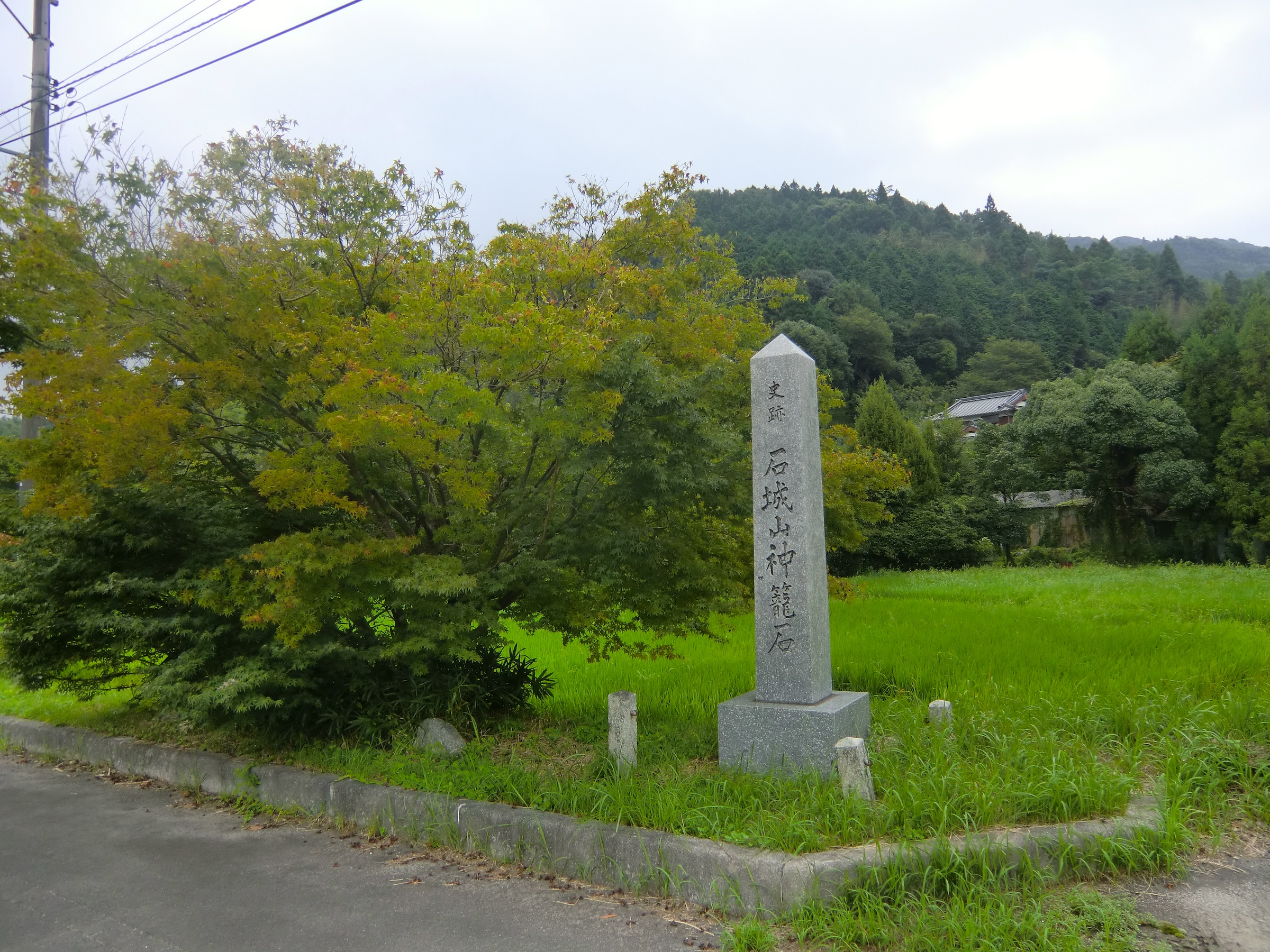
石城山神籠石の碑（山口県道160号線沿い）

鉄道・徒歩
JR山陽本線 岩田駅から県道161号岩田停車場線、県道68号光日積線、県道63号下松田布施線を柳井方面に向かい、山口県道160号石城山公園線に入る。徒歩90分。
バス
JR山陽本線 岩田駅から光市営バス塩田線に乗車。「須賀社」が最寄りバス停となる。
車
山陽自動車道熊毛ICから県道8号徳山光線、県道63号下松田布施線を柳井方面に向かい、山口県道160号石城山公園線に入る。